# 크래쉬 밴디쿳: 마왕의 부활
크래쉬 밴디쿳: 마왕의 부활(Crash Bandicoot: The Wrath of Cortex)은 트래블러스 테일스가 개발하고 유니버설 인터랙티브 스튜디오와 코나미가 배급한 2001년 플랫폼 게임이다. 플레이스테이션 2용으로 처음 출시되었다가 나중에 게임큐브 버전을 개발하는 유로컴과 함께 엑스박스, 게임큐브로 이식되었다. 이 게임은 원래 크래쉬 밴디쿳: 워프드의 후속작이었으며 2020년에는 전작인 크래쉬 밴디쿳 4: 이츠 어바웃 타임이 출시되었다.
이 게임은 크래쉬 밴디쿳 비디오 게임 시리즈 중 4번째 주요 작품이자, 전체에서는 6번째 작품이다. 시리즈 전체 중에서 플레이스테이션 콘솔 전용으로 출시되지 않은 첫 번째 게임이다. 줄거리 중심에 크런치 밴디쿳이 등장한다.

## 평가
| 평론 점수 평론사 점수 GC PS2 엑스박스 EGM 6/10 [ 4 ] 13.5/30 [ 5 ] 5/10 [ 6 ] 게임 인포머 N/A N/A 7.25/10 [ 7 ] 게임프로 [ 8 ] [ 9 ] [ 10 ] 게임스팟 5.1/10 [ 11 ] 6.6/10 [ 12 ] 6.4/10 [ 13 ] 게임스파이 N/A 62% [ 14 ] 84% [ 15 ] 게임존 7.2/10 [ 16 ] 8/10 [ 17 ] 7.1/10 [ 18 ] IGN 6.9/10 [ 19 ] 7.4/10 [ 20 ] 6.7/10 [ 21 ] 넥스트 제네레이션 N/A [ 22 ] N/A 닌텐도 월드 리포트 7.5/10 [ 23 ] N/A N/A PSM N/A 6/10 [ 24 ] N/A 통합 점수 메타크리틱 62/100 [ 25 ] 66/100 [ 26 ] 70/100 [ 27 ] |        |         |          |
| 평론 점수 |        |         |          |
| 평론사 | 점수   | 점수    | 점수     |
| 평론사 | GC     | PS2     | 엑스박스 |
| EGM | 6/10   | 13.5/30 | 5/10     |
| 게임 인포머 | N/A    | N/A     | 7.25/10  |
| 게임프로 | [ 8 ]  | [ 9 ]   | [ 10 ]   |
| 게임스팟 | 5.1/10 | 6.6/10  | 6.4/10   |
| 게임스파이 | N/A    | 62%     | 84%      |
| 게임존 | 7.2/10 | 8/10    | 7.1/10   |
| IGN | 6.9/10 | 7.4/10  | 6.7/10   |
| 넥스트 제네레이션 | N/A    | [ 22 ]  | N/A      |
| 닌텐도 월드 리포트 | 7.5/10 | N/A     | N/A      |
| PSM | N/A    | 6/10    | N/A      |
| 통합 점수 |        |         |          |
| 메타크리틱 | 62/100 | 66/100  | 70/100   |